# Boiga angulata
Espèce
Synonymes
- Dipsas angulata Peters, 1861

Statut de conservation UICN

 LC  : Préoccupation mineure
Boiga angulata est une espèce de serpents de la famille des Colubridae.

## Répartition
Cette espèce est endémique des Philippines. Elle se rencontre sur les îles ou provinces de Bohol, Catanduanes, Leyte, Luçon, Mindanao, Negros, Panay, Polillo et Samar.

## Description
Dans sa description Peters fait état d'un spécimen long de 1 015 mm dont 240 mm pour la queue.

## Publication originale
- Peters, 1861 : Eine zweite Übersicht (vergl. Monatsberichte 1859 p. 269) der von Hrn. F. Jagor auf Malacca, Java, Borneo und den Philippinen gesammelten und dem Kgl. zoologischen Museum übersandten Schlangen. Monatsberichte der Königlichen Preussischen Akademie der Wissenschaften zu Berlin, vol. 1862, p. 683-691 (texte intégral).